# Денисенко Наталія Олександрівна
Наталія Олександрівна Денисенко (нар. 17 грудня 1989, Чернігів) — українська акторка театру, кіно та дубляжу, дикторка, режисерка та телеведуча.

## Біографія
Народилася 17 грудня 1989 року у Чернігові.
Закінчила режисерський факультет Київського національного університету театру, кіно і телебачення імені Івана Карпенка-Карого.
У 2011 році дебютувала у кіно. Першою відомою роллю стала робота в серіалі «Щоденники Темного».
У 2012 році закінчила майстерню Непиталюк А.А (телережисер).
У 2011 і у 2012 році — випустила дві авторські телепередачі як авторка, режисерка і ведуча проєкту («Люди, які змінили світ» (про життя Коко Шанель), «Життя звичайних людей» (документальна телепередача-портрет).

## Особисте життя
1 квітня 2017 року одружилася з колегою актором Андрієм Федінчиком, з яким знімалась в серіалі «Клан Ювелірів». 29 вересня 2017 народила сина Андрія. Під час вагітності брала участь у зйомках другого сезону серіалу «Село на мільйон-2».
Станом на листопад 2020 року у Instagram Денисенко близько 180 тисяч підписників. На сторінці YouTube вкладає відеоролики з декламацією віршів.
Захоплюється ведичною психологією, танцями на пілоні та режисерським мистецтвом. Вона знімає та монтує короткі відео, де головну роль грає її чоловік, які він публікує у себе в Instagram.
31 січня 2025 подала заяву на розлучення, тож від 8 травня 2025 року — офіційно розлучена.

## Авторські проєкти
Наталія Денисенко є ініціаторкою та авторкою кількох творчих і мотиваційних проєктів, що спрямовані на розвиток культури, самопізнання та жіночого самовираження:
- «Голос жінки» — цикл трансформаційних зустрічей, де жінки працюють із власними внутрішніми запитами. За словами акторки, це «місце сили, де жінки згадують, ким вони є насправді»[10]. Подібні зустрічі відбувалися у Києві в 2024–2025 роках[11][12].

- «Наталка-Читалка» — благодійні поетичні вечори, на яких акторка читає вірші українських авторів наживо, популяризуючи рідне слово та культуру[13][14][15].

- «Голос на мільйон» — онлайн-курс, спрямований на розвиток голосу, впевненості у мовленні та навичок публічного виступу[16].

- «Жінка на мільйон» — онлайн-проєкт, присвячений пробудженню жіночої сили, задоволення й любові до себе[17].

## Фільмографія
| Рік       | Назва                     | Роль                       |
| --------- | ------------------------- | -------------------------- |
| 2011      | Щоденники Темного         | -                          |
| 2012      | Пробач мене, моя любов    | -                          |
| 2012      | Повернення Мухтара-8      | Карамзина                  |
| 2012-2016 | Віталька                  | Єва, коханка Вітальки      |
| 2013      | Даша                      | Христина                   |
| 2013      | Одинокі серця             | Тоня                       |
| 2013      | Два Івани                 | Подруга                    |
| 2013      | Вбити двічі               | вбиральниця                |
| 2013      | Уже котрий день           | -                          |
| 2013-2014 | Бар «Дак»                 | Катя (подруга Олени)       |
| 2013-2014 | Сашка                     | Галя (подруга Саші)        |
| 2014      | Коли наступить світанок   | Юля (подруга Даші)         |
| 2014      | Лабіринти долі            | епізод                     |
| 2014      | Раскоп                    | Лариса                     |
| 2014-2015 | СишИшШоу                  | епізод                     |
| 2014      | Братські узи              | Юля (колишня дружина Саші) |
| 2014      | Чоловік на годину         | Світлана Соловйова         |
| 2015      | Клан Ювелірів             | Зоя Мовчан, головна роль   |
| 2015      | Пес                       | адміністраторка (15 серія) |
| 2015      | Три дороги                | епізод                     |
| 2016      | Центральна лікарня        | Юлія, медсестра            |
| 2016      | Команда                   | Міла                       |
| 2016      | Коли минуле попереду      | Поліна                     |
| 2016      | Між коханням та ненавистю | Таня                       |
| 2016      | Ніч святого Валентина     | Стела                      |
| 2016      | Поганий хороший коп       | Аня                        |
| 2016      | Казка старого мельника    | -                          |
| 2016      | Зранене серце             | Тамара, наречена Максима   |
| 2016      | Століття Якова            | Оленка                     |
| 2016      | Село на мільйон           | Сніжана                    |
| 2017      | Специ                     | Ксенія Потапова            |
| 2017      | Село на мільйон-2         | Сніжана                    |
| 2017      | Рецепт кохання            | Лариса                     |
| 2018      | Полюби мене такою         | Ксюша                      |
| 2019      | Кріпосна                  | Лариса Яхонтова            |
| 2019      | Від кохання до ненависті  | Ірина                      |
| 2019      | Дорога додому             | епізод                     |
| 2020      | Папаньки-2                | мати дитини Саші           |
| 2020      | Проти течії               | Рита                       |
| 2020      | Сашина справа             | Світлана                   |
| 2020      | Сага                      | Галина Козак (19-27 років) |
| 2020      | Розколоті сни             | Лариса                     |
| 2020      | Другий шанс               |                            |
| 2021      | Кріпосна-3                | Лариса Яхонтова            |
| 2021      | Королева доріг            | Міла                       |
| 2021      | З ким поведешся           |                            |
| 2021      | Авантюра на двох          |                            |
| 2022      | Дієта N0                  |                            |
| 2023      | Зв'язок                   |                            |
| 2024      | Будиночок на щастя 5      | Наталка                    |
| 2025      | Коли ти вийдеш заміж?     | Ксенія                     |
| 2025      | Песики                    | дружина Тараса             |

## Дублювання та озвучення українською
- Мавка. Лісова пісня — Мавка (дубляж, Скороукіно)
- Супер шістка — Рута-М'ята (дубляж, Le Doyen)
- Думками навиворіт — Радість (дубляж, Le Doyen)
- Барбі. Магія дельфінів — Барбі (дубляж, Le Doyen)
- Три ікси: Реактивізація — (дубляж, Le Doyen)
- Бунтар Один. Зоряні Війни. Історія — (дубляж, Le Doyen)
- Ілля Муромець та Соловей-Розбійник — Альонушка (старий дубляж, Постмодерн)
- Фантастичні звірі і де їх шукати — (дубляж, Постмодерн)
- Фантастичні звірі: Злочини Гріндельвальда — Квіні (дубляж, Постмодерн)
- Найвеличніший шоумен — Енн (дубляж, Постмодерн)
- Хлопці зі стволами — (дубляж, Постмодерн)
- Стажер — (дубляж, Постмодерн)
- Атака титанів: Жорстокий світ — (дубляж, Постмодерн)
- В активному пошуку — (дубляж, Постмодерн)
- На гребені хвилі — (дубляж, Постмодерн)
- До зустрічі з тобою — (дубляж, Постмодерн)
- Операція Ентеббе — (дубляж, AAA-Sound)
- Статус: Update — (дубляж, AAA-Sound)
- Балерина — (дубляж, AAA-Sound)
- Автобан — (дубляж, AAA-Sound)
- Три метри над рівнем неба: Я хочу тебе — Даніелла (багатоголосе закадрове озвучення, Студія ТВ+)
- Розмальована вуаль — (старе багатоголосе закадрове озвучення, Так Треба Продакшн на замовлення К1)
- Таємна школа Таувер — (багатоголосе закадрове озвучення, Так Треба Продакшн на замовлення телеканалу Zoom)
- Міа та я — Юко (дубляж, Так Треба Продакшн на замовлення телеканалу Піксель TV)
- Лунтик та його друзі — Лунтик (дубляж, Так Треба Продакшн на замовлення Нового каналу)
- Сім'янин — Мег Гріфін (дубляж, Так Треба Продакшн на замовлення НЛО TV)
- Айтішники — (дубляж, Так Треба Продакшн на замовлення НЛО TV)
- Місія нездійсненна 2 — (дубляж, Так Треба Продакшн на замовлення Sweet.tv)
- Продукція «Гуртом»\"UA Team" — (дубляж і закадрове озвучення, Студія Омікрон)

## Дублювання та озвучення російською
- Колекція індійського кіно — всі жіночі ролі (російське двоголосе закадрове озвучення, Так Треба Продакшн на замовлення телеканалу Bollywood HD)
- Черговий лікар — другорядні жіночі ролі (російський дубляж, Постмодерн)
- Бабка — (російське озвучення, СВО\Армада Філмз)

## Ролі в театрі
1. 2010—2011 — «Монологи Муру» реж. А. М. Заманська (Берлін, Check Point Charley).
2. 2011 — «Галка Моталка» — драматургиня Наталія Ворожбит реж. А. А. Непиталюк (театр-студія «Чорний Квадрат»).
3. 2012 — «Буна» — драматургиня Віра Маковей реж. А. А. Непиталюк (Сцена Гете інституту).
4. 2013 — «Тихий спалах ніжності» (за оповіданням Ф. Достоєвського «Покірлива») — головна роль Кроткая (реж. Максим Лукашов), авторська музика В.Ібрагімова-Сиворакша.

## Телебачення
1. 2012 — Пробач мені, моя любов — головна роль (1+1).
2. 2012 — Бардак серія «Офісна стерва» — головна роль.
3. 2012 — Бардак серія «Корпоратив» — головна роль — Христина (ТЕТ).
4. 2013 — Реклама нерухомості — Головна роль (Дружина) (Росія).
5. 2013 — Кліп групи Журавлі «Чи не надихатися» — головна роль дівчина (реж. Андрій Новосьолов).
6. 2013 — Кліп «Маріетти» — дівчина.
7. 2013 — Скетч-шоу «Вже який день» — різнопланові ролі (на замовлення Нового каналу), реж. Ашот Кещян.
8. 2013 — Пілот скетч-шоу «Все заліковку», реж. Іван Ясний — аспірантка Аллочка.
9. 2013 — Пілот скетч-шоу «Телеканал» — роль ведучої кулінарного шоу Наташі.